# 千葉県立浦安南高等学校
千葉県立浦安南高等学校（ちばけんりつ うらやすみなみこうとうがっこう）は、千葉県浦安市高洲九丁目にある県立高等学校。略称は「浦南」（うらなん）。

## 設置学科
- 普通科

## 概要
浦安市第2期海面埋立事業で造成された土地に1984年、浦安市で4番目に創立された高等学校である。数学・国語・英語・理科の授業ではパソコンを活用するほか、チームティーチング授業など立体的・総合的な英語教育を行っている。1年次には芸術選択以外は全員共通履修で、基礎学力の充実に力を入れていることに特色を有する。2年次より文理・英語の2コースに分かれる。文理は3年次には多様な選択科目が用意されるので、文系・理系・福祉系など各自の進路に合わせた学習ができる。英語では、2年次に週7時間、3年次には週12時間を英語の学習に費やし英検2級の取得を目指すなど、実学、資格取得に力を入れた教育を行っている。近年では交通に不便な場所柄のためか、定員割れが続いている。

## 東日本大震災にともなう一時移転
2011年3月11日に発生した東日本大震災で、学校の敷地全体に液状化現象による被害が生じ、上下水道が使用不能になったり各所に段差やひび割れが発生して、使用が困難になった。完全復旧まで約1年を要する見通しだったため、同年4月から8月まで、船橋市夏見台五丁目の船橋仮校舎（旧県立船橋旭高校）へ一時的に移転した。県立船橋啓明高校へ統合されたことで、3月をもって船橋旭高校は廃校となったが、入れ替わりで浦安南高校が校舎を使用する形となった。

## 沿革
- 1984年4月1日 - 千葉県立浦安南高等学校として開校。
  - 4月10日 - 開校式・第1回入学式を浦安市文化会館に於いて挙行。新入生6学級265名。
- 1985年9月19日 - 校歌発表・校旗披露・校舎完成記念式典挙行。
- 1987年3月10日 - 第1回卒業式挙行。
- 1994年11月19日 - 創立10周年記念式典挙行。
- 1997年4月1日 - LL教室竣工。
- 2002年4月1日 - 制服改定。
- 2004年11月26日 - 創立20周年記念式典挙行。
- 2006年4月1日 - 新教育課程開始。
- 2011年3月11日 - 東日本大震災による液状化現象で学校の敷地全体が被災。
- 2011年4月1日 - 船橋仮校舎（旧県立船橋旭高校校舎）へ一時移転。
- 2011年9月1日 - 本校舎の使用を再開、始業式を実施。

## 交通
- 公共交通機関
  - JR京葉線新浦安駅から東京ベイシティ交通バス19番系統「高洲海浜公園」行乗車9分「浦安南高校・特養ホーム」停留所下車